# Kintinku
Kintinku è una circoscrizione mista (mixed ward) della Tanzania situata nel distretto di Manyoni, regione di Singida. Conta una popolazione di 8 877 abitanti (censimento 2012).